# تيم رينز جونيور
تيم رينز جونيور (بالإنجليزية: Tim Raines, Jr.)‏ هو لاعب كرة قاعدة أمريكي، ولد في 31 أغسطس 1979 في ممفيس في الولايات المتحدة.

## وصلات خارجية
- تيم رينز جونيور على موقع دوري كرة القاعدة الرئيسي (الإنجليزية)
- تيم رينز جونيور على موقعبيزبول رفرنس.كوم (الدوري الرئيسي) (الإنجليزية)
- تيم رينز جونيور على موقعبيزبول رفرنس.كوم (الدوري الثانوي) (الإنجليزية)
- تيم رينز جونيور على موقع مشجعي الرسوم البيانية (الإنجليزية)